# Saginaw County
Saginaw County is een county in de Amerikaanse staat Michigan.
De county heeft een landoppervlakte van 2.095 km² en telt 210.039 inwoners (volkstelling 2000). De hoofdplaats is Saginaw.